# Oumar Dieng
Oumar Dieng (30 de dezembro de 1972) é um ex-futebolista profissional francês que atuava como defensor.

## Carreira
Oumar Dieng representou a Seleção Francesa de Futebol nas Olimpíadas de 1996.